# Trémouilles
Trémouilles – miejscowość i gmina we Francji, w regionie Oksytania, w departamencie Aveyron. W 2013 roku jej populacja wynosiła 521 mieszkańców. Na terenie gminy rzeka Vioulou uchodzi do Viaur. 